# Chamartín

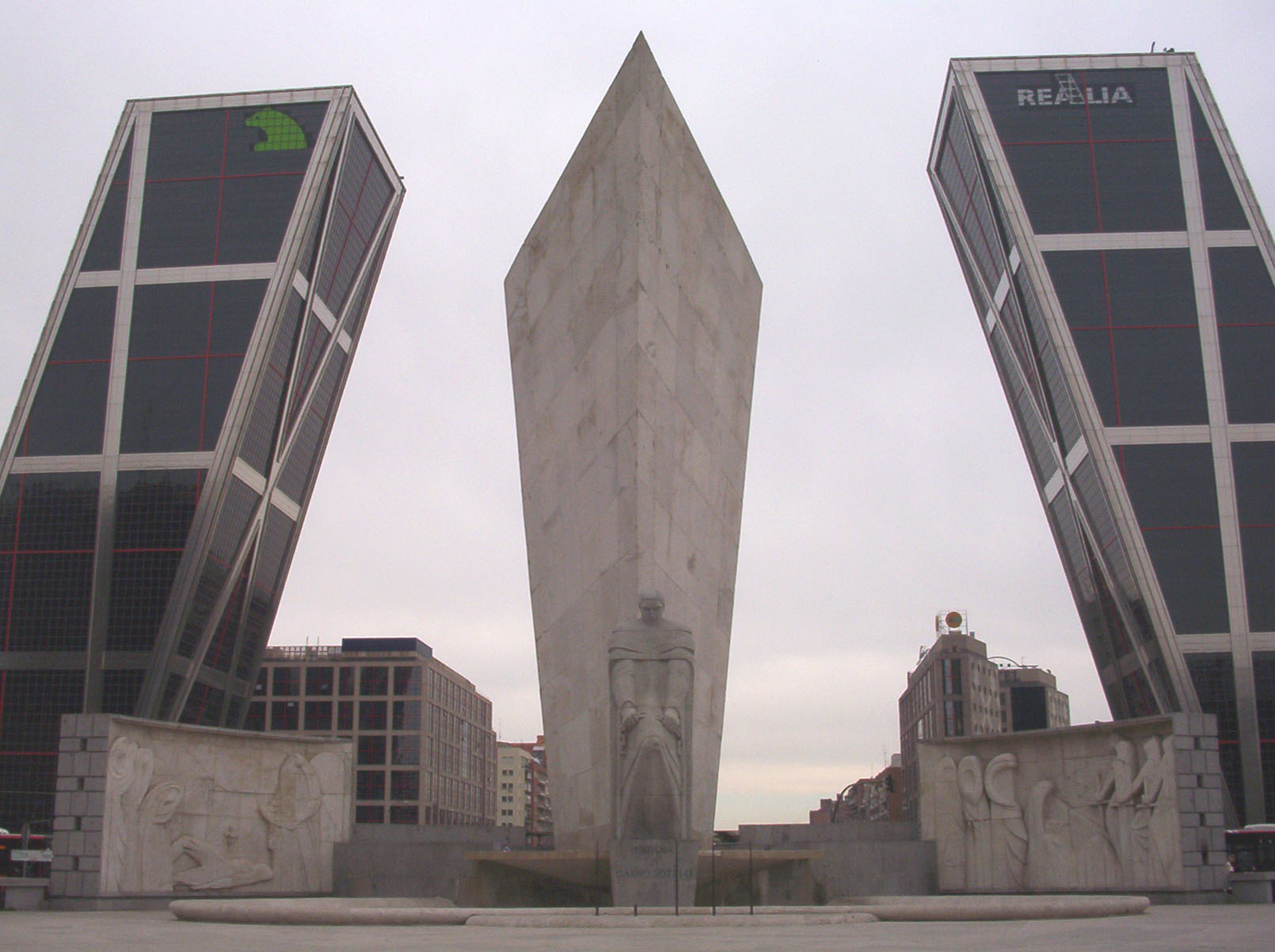
Kastilské náměstí v Chamartínu

Chamartín je jeden z 21 městských obvodů španělského hlavního města Madridu, nachází se severně od centra města. Má rozlohu 9,1 km² a žije v něm přibližně 145 tisíc obyvatel. Původně se jmenoval Chamartín de la Rosa, k Madridu byl připojen 5. června 1948. Obvod má pořadové číslo 5. Nachází se zde důležité nádraží Madrid Chamartín a Kastilské náměstí (Plaza de Castilla, jehož dominantou je Brána Evropy, dvojice k sobě nakloněných mrakodrapů, dále je zde obelisk od Santiaga Calatravy z roku 2009 a pomník ministra Josého Calva Sotela z roku 1960. Sídlí zde řada firem včetně stavebního koncernu Grupo ACS, na území obvodu leží městské muzeum, Berlínský park, který otevřel Willy Brandt jako výraz partnerství mezi oběma městy, Národní hudební auditorium, kde hraje Symfonický orchestr Chamartín, moderní kostel zasvěcený svaté Gemmě Galganiové a domovský stadion fotbalového Realu Madrid Estadio Santiago Bernabéu.

## Vymezení a členění
Obvod se skládá ze šesti čtvrtí (barrios):
- El Viso (51)
- Prosperidad (52)
- Ciudad Jardín (53)
- Hispanoamérica (54)
- Nueva España (55)
- Castilla (56)

Obvod sousedí s obvodem Fuencarral – El Pardo na severu, Ciudad Lineal na východě, Salamankou na jihu a s obvody Chamberí a Tetuán na západě.